# Ding (tige céleste)
 (février 2025).
Si vous disposez d'ouvrages ou d'articles de référence ou si vous connaissez des sites web de qualité traitant du thème abordé ici, merci de compléter l'article en donnant les références utiles à sa vérifiabilité et en les liant à la section « Notes et références ».
Ding ou ting (丁, dīng) est la quatrième tige céleste du cycle sexagésimal chinois.
Elle correspond dans la théorie du yin et yang au yin et dans la théorie des cinq éléments à l’élément feu. Elle est également associée au point cardinal sud. À cause de la forme en clou du caractère, dans la théorie du cycle sexagésimal représentant la croissance des plantes, le ding représente la stabilité, la plante qui a fini de germer.
En chinois et en japonais, ding réfère souvent au quatrième élément d'une série : la lettre D, la note « mauvais », l'idée de 4e catégorie... En chimie organique, il représente le groupe butyle : butane (丁烷 dīngwán), acide butanoïque (丁酸 dīngsuān), butanol (丁醇 dīngchún), etc.
Les années en ding sont celles du calendrier grégorien finissant par 7 : 1987, 1997, 2007, 2017, etc.
Dans le cycle sexagésimal chinois, la tige céleste ding peut s'associer avec les branches terrestres mao, chou, hai, you, wei et si pour former les combinaisons :
- Dingmao (丁卯) = 4
- Dingchou (丁丑) = 14
- Dinghai (丁亥) = 24
- Dingyou (丁酉) = 34
- Dingwei (丁未) = 44
- Dingsi (丁巳) = 54